# Lamyra greatheadi
Lamyra greatheadi là một loài ruồi trong họ Asilidae. Lamyra greatheadi được Oldroyd miêu tả năm 1974. Loài này phân bố ở vùng nhiệt đới châu Phi.